# NHL Entry Draft 2025
NHL Entry Draft 2025, officiellt som Upper Deck NHL Draft 2025, var den 63:e draften i nordamerikanska ishockeyligan National Hockey League och hölls den 27–28 juni 2025 i Peacock Theater i Los Angeles, Kalifornien i USA.
Det blev den kanadensiske ishockeybacken Matthew Schaefer som valdes först i draften.

## Rankning inför draften

### Mittsäsongsrankingen
Den 14 januari 2024 presenterade NHL:s scoutorgan Central Scouting Bureau sin mittsäsongsrankning för de spelare som rankades högst att gå i draften i juni.
Spelarna var placerade efter vart de spelade under säsongen 2024–2025.
| #  | Nordamerikanska utespelare | Internationella utespelare |
| -- | -------------------------- | -------------------------- |
| 1  | Matthew Schaefer (B)       | Victor Eklund (HF)         |
| 2  | James Hagens (C)           | Anton Frondell (VF)        |
| 3  | Michael Misa (C)           | Ivan Rjabkin (VF)          |
| 4  | Porter Martone (HF)        | Milton Gästrin (VF)        |
| 5  | Roger McQueen (HF)         | Vojtěch Čihařg (VF)        |
| 6  | Radim Mrtka (B)            | Eric Nilson (HF)           |
| 7  | Caleb Desnoyers (VF)       | Jakob Ihs-Wozniak (HF)     |
| 8  | Jake O'Brien (VF)          | Max Pšenička (HF)          |
| 9  | Jackson Smith (VF)         | Dmitrij Isajev (HF)        |
| 10 | Logan Hensler (B)          | Lasse Boelius (VF)         |

| # | Nordamerikanska målvakter | Internationella målvakter |
| - | ------------------------- | ------------------------- |
| 1 | Joshua Ravensbergen       | Pjotr Andrejanov          |
| 2 | Aleksej Medvedev          | Love Härenstam            |
| 3 | Lucas Beckman             | Semjon Frolov             |

### Slutlig ranking
Den 16 april 2024 presenterade Central Scouting Bureau sin slutgiltiga rankning för de spelare som rankades högst att gå i draften i juni.
Spelarna var placerade efter vart de spelade under säsongen 2024–2025.
| #  |   | Nordamerikanska utespelare |   | Internationella utespelare |
| -- | - | -------------------------- | - | -------------------------- |
| 1  | ▬ | Matthew Schaefer (B)       | ▲ | Anton Frondell (C)         |
| 2  | ▲ | Michael Misa (C)           | ▼ | Victor Eklund (HF)         |
| 3  | ▼ | James Hagens (C)           | ▲ | Milton Gästrin (C)         |
| 4  | ▲ | Jake O'Brien (C)           | ▲ | Vojtěch Čihařg (VF)        |
| 5  | ▲ | Radim Mrtka (B)            | ▲ | Aleksandr Zharovskj (HF)   |
| 6  | ▼ | Porter Martone (HF)        | ▲ | Eddie Genborg (HF)         |
| 7  | ▬ | Caleb Desnoyers (C)        | ▼ | Eric Nilson (C)            |
| 8  | ▼ | Roger McQueen (C)          | ▼ | Jakob Ihs-Wozniak (VF)     |
| 9  | ▲ | Kashawn Aitcheson (B)      | ▲ | Kurban Limatov (B)         |
| 10 | ▲ | Carter Bear (VF)           | ▲ | Theodor Hallquisth (B)     |

| # |   | Nordamerikanska målvakter |   | Internationella målvakter |
| - | - | ------------------------- | - | ------------------------- |
| 1 | ▬ | Joshua Ravensbergen       | ▬ | Pjotr Andrejanov          |
| 2 | ▲ | Lucas Beckman             | ▲ | Semjon Frolov             |
| 3 | ▲ | Michal Pradel             | ▲ | Elijah Neuenschwander     |

## Draftlotteriet
Draftlotteriet som bekräftade draftordningen i första omgången i 2025 års NHL Entry Draft verkställdes måndagen den 5 maj nordamerikansk tid. Det blev en överraskning och New York Islanders, som slutade 23:a denna säsong, blev framröstad till att välja först trots Islanders hade endast 3,5% chans att vinna omröstningen.

### Draftoddsen
Draftoddsen för 2025 års draftlotteri var följande:
| Den som vann förstavalet i första rundan            |
| Den som vann andravalet i första rundan             |
| Laget som vann tredjevalet i första rundan          |
| De som inte vann något av toppvalen i första rundan |

| Slutplaceringen | Medlemsorganisation   | 1:a   | 2:a   | 3:e   | 4:e   | 5:e   | 6:e   | 7:e   | 8:e   | 9:e   | 10:e  | 11:e  | 12:e  | 13:e  | 14:e  | 15:e  | 16:e  |
| --------------- | --------------------- | ----- | ----- | ----- | ----- | ----- | ----- | ----- | ----- | ----- | ----- | ----- | ----- | ----- | ----- | ----- | ----- |
| 32:a            | San Jose Sharks       | 25,5% | 18,8% | 55,7% |       |       |       |       |       |       |       |       |       |       |       |       |       |
| 31:a            | Chicago Blackhawks    | 13,5% | 14,1% | 30,7% | 41,7% |       |       |       |       |       |       |       |       |       |       |       |       |
| 30:e            | Nashville Predators   | 11,5% | 11,2% | 7,8%  | 39,7% | 29,8% |       |       |       |       |       |       |       |       |       |       |       |
| 29:e            | Philadelphia Flyers   | 9,5%  | 9,5%  | 0,3%  | 15,4% | 44,6% | 20,8% |       |       |       |       |       |       |       |       |       |       |
| 28:e            | Boston Bruins         | 8,5%  | 8,6%  | 0,3%  |       | 24,5% | 44,0% | 14,2% |       |       |       |       |       |       |       |       |       |
| 27:e            | Seattle Kraken        | 7,5%  | 7,7%  | 0,2%  |       |       | 34,1% | 41,4% | 9,1%  |       |       |       |       |       |       |       |       |
| 26:e            | Buffalo Sabres        | 6,5%  | 6,7%  | 0,2%  |       |       |       | 44,4% | 36,5% | 5,6%  |       |       |       |       |       |       |       |
| 25:e            | Anaheim Ducks         | 6,0%  | 6,2%  | 0,2%  |       |       |       |       | 54,4% | 30,0% | 3,2%  |       |       |       |       |       |       |
| 24:e            | Pittsburgh Penguins   | 5,0%  | 5,2%  | 0,2%  |       |       |       |       |       | 64,4% | 23,5% | 1,7%  |       |       |       |       |       |
| 23:e            | New York Islanders    | 3,5%  | 3,7%  | 0,1%  |       |       |       |       |       |       | 73,3% | 18,4% | 0,9%  |       |       |       |       |
| 22:a            | New York Rangers      | 3,0%  | 3,2%  | 0,1%  |       |       |       |       |       |       |       | 79,9% | 13,4% | 0,5%  |       |       |       |
| 21:a            | Detroit Red Wings     |       | 5,1%  | 0,1%  | 0,1%  |       |       |       |       |       |       |       | 85,7% | 8,9%  | 0,2%  |       |       |
| 20:e            | Columbus Blue Jackets |       |       | 4,2%  | >0,0  | >0,0  |       |       |       |       |       |       |       | 90,7% | 5,1%  | >0,0% |       |
| 19:e            | Utah Mammoth          |       |       |       | 3,1%  | >0,0  | >0,0  |       |       |       |       |       |       |       | 94,7% | 2,1%  | >0,0% |
| 18:e            | Vancouver Canucks     |       |       |       |       | 1,1%  |       | >0,0  |       |       |       |       |       |       |       | 97,9% | 1,1%  |
| 17:e            | Calgary Flames        |       |       |       |       |       | 1,1%  |       |       |       |       |       |       |       |       |       | 98,9% |

## Draftvalen

### Första valet
Den kanadensiske ishockeybacken Matthew Schaefer (Erie Otters) var den spelare som förväntades gå som nummer ett i draften men någon av spelarna Caleb Desnoyers (Moncton Wildcats), Anton Frondell (Djurgården Hockey), James Hagens (Boston College Eagles), Michael Misa (Saginaw Spirit), Porter Martone (Brampton Steelheads), Roger McQueen (Brandon Wheat Kings) och Jake O’Brien (Brantford Bulldogs) kunde dock skrälla och väljas först. Det blev som väntat att New York Islanders valde Schaefer som förste spelare totalt.

### Första rundan
Källa: 
| #  | Spelare                  | Nationalitet | Medlemsorganisation                                         | Universitets-/College-/Junior-/Klubblag |
| -- | ------------------------ | ------------ | ----------------------------------------------------------- | --------------------------------------- |
| 1  | Matthew Schaefer (B)     | Kanada       | New York Islanders                                          | Erie Otters (OHL)                       |
|    |                          |              |                                                             |                                         |
| 2  | Michael Misa (C)         | Kanada       | San Jose Sharks                                             | Saginaw Spirit (OHL)                    |
| 3  | Anton Frondell (VF)      | Sverige      | Chicago Blackhawks                                          | Djurgården Hockey (Hockeyallsvenskan)   |
| 4  | Caleb Desnoyers (VF)     | Kanada       | Utah Mammoth                                                | Moncton Wildcats (LHJMQ)                |
| 5  | Brady Martin (C)         | Kanada       | Nashville Predators                                         | Sault Ste. Marie Greyhounds (OHL)       |
| 6  | Porter Martone (HF)      | Kanada       | Philadelphia Flyers                                         | Brampton Steelheads (OHL)               |
| 7  | James Hagens (C)         | USA          | Boston Bruins                                               | Boston College Eagles (NCAA)            |
| 8  | Jake O'Brien (VF)        | Kanada       | Seattle Kraken                                              | Brantford Bulldogs (OHL)                |
| 9  | Radim Mrtka (B)          | Tjeckien     | Buffalo Sabres                                              | Seattle Thunderbirds (WHL)              |
| 10 | Roger McQueen (C)        | Kanada       | Anaheim Ducks                                               | Brandon Wheat Kings (WHL)               |
| 11 | Benjamin Kindel (C)      | Kanada       | Pittsburgh Penguins                                         | Calgary Hitmen (WHL)                    |
| 12 | Jack Nesbitt (C)         | Kanada       | Philadelphia Flyers (från Rangers via Canucks och Penguins) | Windsor Spitfires (OHL)                 |
| 13 | Carter Bear (VF)         | Kanada       | Detroit Red Wings                                           | Everett Silvertips (WHL)                |
| 14 | Jackson Smith (B)        | Kanada       | Columbus Blue Jackets                                       | Tri-City Americans (WHL)                |
| 15 | Braeden Cootes (C)       | Kanada       | Vancouver Canucks                                           | Seattle Thunderbirds (WHL)              |
| 16 | Victor Eklund (HF)       | Sverige      | New York Islanders (från Flames via Canadiens)              | Djurgården Hockey (Hockeyallsvenskan)   |
| 17 | Kashawn Aitcheson (B)    | Kanada       | New York Islanders (från Canadiens)                         | Barrie Colts (OHL)                      |
| 18 | Cole Reschny (C)         | Kanada       | Calgary Flames (Devils)                                     | Victoria Royals (WHL)                   |
| 19 | Justin Carbonneau (HF)   | Kanada       | St. Louis Blues                                             | Armada de Blainville-Boisbriand (LHJMQ) |
| 20 | Pjotr Andrejanov (MV)    | Ryssland     | Columbus Blue Jackets (från Wild)                           | HK CSKA Moskva (KHL)                    |
| 21 | Cameron Reid (B)         | Kanada       | Nashville Predators (från Senators)                         | Kitchener Rangers (OHL)                 |
| 22 | Bill Zonnon (HF)         | Kanada       | Pittsburgh Penguins (från Avalanche via Flyers)             | Huskies de Rouyn-Noranda (LHJMQ)        |
| 23 | Logan Hensler (B)        | USA          | Ottawa Senators (från Lightning via Predators)              | Wisconsin Badgers (NCAA)                |
| 24 | William Horcoff (C)      | Kanada       | Pittsburgh Penguins (från Kings)                            | Michigan Wolverines (NCAA)              |
| 25 | Václav Nestrašil (HF)    | Tjeckien     | Chicago Blackhawks (från Maple Leafs)                       | Muskegon Lumberjacks (USHL)             |
| 26 | Ryker Lee (HF)           | USA          | Nashville Predators (från Golden Knights via Sharks)        | Madison Capitols (USHL)                 |
| 27 | Lynden Lakovic (VF)      | Kanada       | Washington Capitals                                         | Moose Jaw Warriors (WHL)                |
| 28 | Sascha Boumedienne (B)   | Sverige      | Winnipeg Jets                                               | Boston University Terriers (NCAA)       |
| 29 | Mason West (C)           | USA          | Chicago Blackhawks (från Hurricanes)                        | Edina Hornets                           |
| 30 | Joshua Ravensbergen (MV) | Kanada       | San Jose Sharks (från Stars)                                | Prince George Cougars (WHL)             |
| 31 | Henry Brzustewicz (B)    | USA          | Los Angeles Kings (från Oilers via Flyers och Penguins)     | London Knights (OHL)                    |
| 32 | Cullen Potter (C)        | USA          | Calgary Flames (från Panthers)                              | Arizona State Sun Devils (NCAA)         |

### Andra rundan
Källa: 
| #  | Spelare                  | Nationalitet | Medlemsorganisation                                                      | Universitets-/College-/Junior-/Klubblag |
| -- | ------------------------ | ------------ | ------------------------------------------------------------------------ | --------------------------------------- |
| 33 | Simon Wang (B)           | Kina         | San Jose Sharks                                                          | Oshawa Generals (OHL)                   |
| 34 | Aleksandr Zharovskj (HF) | Ryssland     | Montreal Canadiens (från Blackhawks via Hurricanes)                      | Salavat Julajev Ufa (KHL)               |
| 35 | Jacob Rombach (B)        | USA          | Nashville Predators                                                      | Lincoln Stars (USHL)                    |
| 36 | Blake Fiddler (B)        | USA          | Seattle Kraken (från Flyers)                                             | Edmonton Oil Kings (WHL)                |
| 37 | Milton Gästrin (C)       | Sverige      | Washington Capitals (från Bruins)                                        | Modo Hockey (SHL)                       |
| 38 | Carter Amico (B)         | USA          | Philadelphia Flyers (från Kraken)                                        | Team USA (USHL)                         |
| 39 | Peyton Kettles (B)       | Kanada       | Pittsburgh Penguins (från Sabres)                                        | Swift Current Broncos (WHL)             |
| 40 | Jack Murtagh (VF)        | USA          | Philadelphia Flyers (från Ducks)                                         | Team USA (USHL)                         |
| 41 | Semjon Frolov (MV)       | Ryssland     | Carolina Hurricanes (från Penguins via Canadiens)                        | HK Spartak Moskva (KHL)                 |
| 42 | Daniil Prochorov (HF)    | Ryssland     | New York Islanders                                                       | HK Dynamo Sankt Petersburg (VHL)        |
| 43 | Malcolm Spence (VF)      | Kanada       | New York Rangers (från Rangers via Mammoth och Avalanche)                | Erie Otters (OHL)                       |
| 44 | Eddie Genborg (HF)       | Sverige      | Detroit Red Wings                                                        | Linköping HC (SHL)                      |
| 45 | Eric Nilson (C)          | Sverige      | Anaheim Ducks (från Blue Jackets via Flyers)                             | Djurgården Hockey (Hockeyallsvenskan)   |
| 46 | Max Pšenička (B)         | Tjeckien     | Utah Mammoth                                                             | Portland Winterhawks (WHL)              |
| 47 | Aleksej Medvedev (MV)    | Ryssland     | Vancouver Canucks                                                        | London Knights (OHL)                    |
| 48 | Shane Vansaghi (HF)      | USA          | Philadelphia Flyers (från Flames)                                        | Michigan State Spartans (NCAA)          |
| 49 | Charlie Cerrato (C)      | USA          | Carolina Hurricanes (från Canadiens)                                     | Penn State Nittany Lions (NCAA)         |
| 50 | Conrad Fondrk (C)        | USA          | New Jersey Devils                                                        | Team USA (USHL)                         |
| 51 | William Moore (C)        | USA          | Boston Bruins (från Blues via Penguins, Blues och Oilers)                | Team USA (USHL)                         |
| 52 | Theodor Hallquisth (B)   | Sverige      | Minnesota Wild                                                           | Örebro HK (SHL)                         |
| 53 | Cole McKinney (C)        | USA          | San Jose Sharks (från Senators)                                          | Team USA (USHL)                         |
| 54 | Theo Stockselius (C)     | Sverige      | Calgary Flames (från Avalanche via Capitals)                             | Djurgården Hockey (Hockeyallsvenskan)   |
| 55 | Jakob Ihs Wozniak        | Sverige      | Vegas Golden Knights (från Lightning via Predators)                      | Luleå Hockey (SHL)                      |
| 56 | Ethan Czata (C)          | Kanada       | Tampa Bay Lightning (från Kings)                                         | Niagara Icedogs (OHL)                   |
| 57 | Matthew Gard (C)         | Kanada       | Philadelphia Flyers (från Maple Leafs via Mammoth, Lightning och Kraken) | Red Deer Rebels (WHL)                   |
| 58 | Jack Ivankovic (MV)      | Kanada       | Nashville Predators (från Golden Knights)                                | Brampton Steelheads (OHL)               |
| 59 | Vojtěch Čihař (VF)       | Tjeckien     | Los Angeles Kings (från Capitals via Penguins)                           | HC Energie Karlovy Vary (Extraliga)     |
| 60 | Lasse Boelius (B)        | Finland      | Anaheim Ducks (från Jets via Devils)                                     | Ässät (Liiga)                           |
| 61 | Liam Pettersson (B)      | Sverige      | Boston Bruins (från Hurricanes via Avalanche)                            | Växjö Lakers HC (SHL)                   |
| 62 | Ivan Rjabkin (C)         | Ryssland     | Carolina Hurricanes (från Stars via Blackhawks)                          | Muskegon Lumberjacks (USHL)             |
| 63 | Ben Kevan (HF)           | USA          | New Jersey Devils (från Oilers via Mammoth)                              | Des Moines Buccaneers (USHL)            |
| 64 | Tinus Luc Koblar (C)     | Norge        | Toronto Maple Leafs (från Panthers)                                      | Leksands IF (SHL)                       |

### Tredje rundan
Källa: 
| #  | Spelare                 | Nationalitet | Medlemsorganisation                                            | Universitets-/College-/Junior-/Klubblag |
| -- | ----------------------- | ------------ | -------------------------------------------------------------- | --------------------------------------- |
| 65 | Kieren Dervin (C)       | Kanada       | Vancouver Canucks (från Sharks via Golden Knights och Rangers) | St. Andrew's Saints                     |
| 66 | Nathan Behm (HF)        | Kanada       | Chicago Blackhawks (från Blackhawks via Hurricanes)            | Kamloops Blazers (WHL)                  |
| 67 | Kurban Limatov (B)      | Ryssland     | Carolina Hurricanes (från Predators via Senators och Kings)    | HK Dynamo Moskva (KHL)                  |
| 68 | Will Reynolds (B)       | Kanada       | Seattle Kraken (från Flyers)                                   | Titan d’Acadie-Bathurst (LHJMQ)         |
| 69 | Hayden Paupanekis (C)   | Kanada       | Montreal Canadiens (från Bruins)                               | Kelowna Rockets (WHL)                   |
| 70 | Sean Barnhill (B)       | USA          | New York Rangers (från Kraken)                                 | Dubuque Fighting Saints (USHL)          |
| 71 | David Bedkowski (B)     | Kanada       | Buffalo Sabres                                                 | Owen Sound Attack (OHL)                 |
| 72 | Noah Read (C)           | Kanada       | Anaheim Ducks                                                  | London Knights (OHL)                    |
| 73 | Charlton Trethewey (B)  | USA          | Pittsburgh Penguins                                            | Team USA (USHL)                         |
| 74 | Luca Romano (C)         | Kanada       | New York Islanders                                             | Kitchener Rangers (OHL)                 |
| 75 | Michal Pradel (MV)      | Slovakien    | Detroit Red Wings (från Rangers via Mammoth)                   | Tri-City Storm (USHL)                   |
| 76 | Malte Vass (B)          | Sverige      | Columbus Blue Jackets (från Red Wings)                         | Färjestad BK (SHL)                      |
| 77 | Francesco Dell'elce (B) | Kanada       | Colorado Avalanche (från Blue Jackets)                         | UMass Minutemen (NCAA)                  |
| 78 | Štěpán Hoch (VF)        | Tjeckien     | Utah Mammoth                                                   | HC České Budějovice (Extraliga)         |
| 79 | Cooper Simpson (VF)     | USA          | Boston Bruins (från Canucks via Canadiens)                     | Shakopee Sabers                         |
| 80 | Maceo Phillips (B)      | USA          | Calgary Flames                                                 | Team USA (USHL)                         |
| 81 | Bryce Pickford (B)      | Kanada       | Montreal Canadiens                                             | Medicine Hat Tigers (WHL)               |
| 82 | Areni Radkov (MV)       | Belarus      | Montreal Canadiens (från Devils)                               | Rubin Tiumen (VHL)                      |
| 83 | Tommy Lafrenière (HF)   | Kanada       | Edmonton Oilers (från Blues)                                   | Kamloops Blazers (WHL)                  |
| 84 | Gabriel D'Aigle (MV)    | Kanada       | Pittsburgh Penguins (från Wild via Flyers och Predators)       | Tigres de Victoriaville (LHJMQ)         |
| 85 | Mateo Nobert (C)        | Kanada       | Vegas Golden Knights (från Senators via Blues och Penguins)    | Armada de Blainville-Boisbriand (LHJMQ) |
| 86 | Tyler Hopkins (C)       | Kanada       | Toronto Maple Leafs (från Avalanche via Predators och Sharks)  | Kingston Frontenacs (OHL)               |
| 87 | Roman Bausov (B)        | Ryssland     | Carolina Hurricanes (från Lightning)                           | HK Dynamo Sankt Petersburg (VHL)        |
| 88 | Kristian Epperson (VF)  | USA          | Los Angeles Kings                                              | Saginaw Spirit (OHL)                    |
| 89 | Artiom Gontjar (B)      | Ryssland     | New York Rangers (från Maple Leafs via Ducks)                  | Metallurg Magnitogorsk (KHL)            |
| 90 | Mason Moe (C)           | USA          | New Jersey Devils (från Golden Knights)                        | Madison Capitols (USHL)                 |
| 91 | Brady Peddle (B)        | Kanada       | Pittsburgh Penguins (från Capitals via Golden Knights)         | Waterloo Black Hawks (USHL)             |
| 92 | Owen Martin (C)         | Kanada       | Winnipeg Jets                                                  | Spokane Chiefs (WHL)                    |
| 93 | Blake Vanek (HF)        | USA          | Ottawa Senators (från Hurricanes via Capitals)                 | Stillwater Ponies                       |
| 94 | Cameron Schmidt (HF)    | Kanada       | Dallas Stars                                                   | Vancouver Giants (WHL)                  |
| 95 | Teddy Mutryn (C)        | USA          | San Jose Sharks (från Oilers)                                  | Chicago Steel (USHL)                    |
| 96 | Maxim Schafer (VF)      | Tyskland     | Washington Capitals (från Panthers via Senators)               | Eisbären Berlin (DEL)                   |

### Fjärde rundan
Källa: 
| #   | Spelare                    | Nationalitet | Medlemsorganisation                                           | Universitets-/College-/Junior-/Klubblag |
| --- | -------------------------- | ------------ | ------------------------------------------------------------- | --------------------------------------- |
| 97  | Lucas Beckman (MV)         | Kanada       | Ottawa Senators (från Sharks)                                 | Drakkar de Baie-Comeau (LHJMQ)          |
| 98  | Julius Sumpf (C)           | Tyskland     | Chicago Blackhawks                                            | Moncton Wildcats (LHJMQ)                |
| 99  | Trenten Bennett (MV)       | Kanada       | New Jersey Devils (från Predators)                            | Kemptville 73's (CCHL)                  |
| 100 | Vashek Richards (B)        | USA          | Boston Bruins (från Flyers via Maple Leafs)                   | IF Troja-Ljungby (Hockeyettan)          |
| 101 | Drew Schock (B)            | USA          | Anaheim Ducks (från Bruins via Red Wings)                     | Team USA (USHL)                         |
| 102 | Adam Benák (C)             | Tjeckien     | Minnesota Wild (från Kraken)                                  | Youngstown Phantoms (USHL)              |
| 103 | Matouš Kucharčík (C)       | Tjeckien     | Buffalo Sabres                                                | HC Slavia Prag (Extraliga)              |
| 104 | Elijah Neuenschwander (MV) | Schweiz      | Anaheim Ducks (från Ducks via Rangers)                        | Fribourg-Gottéron (NL)                  |
| 105 | Travis Hayes (HF)          | USA          | Pittsburgh Penguins                                           | Sault Ste. Marie Greyhounds (OHL)       |
| 106 | Tomáš Poletín (VF)         | Tjeckien     | New York Islanders                                            | Pelicans (Liiga)                        |
| 107 | Parker Holmes (VF)         | Kanada       | Chicago Blackhawks (från Rangers)                             | Brantford Steelheads (OHL)              |
| 108 | Benjamin Rautiainen (C)    | Finland      | Tampa Bay Lightning (från Red Wings via Canadiens och Bruins) | Tappara (Liiga)                         |
| 109 | Brent Solomon (HF)         | USA          | Detroit Red Wings (från Blue Jackets)                         | Champlin Park Rebels                    |
| 110 | Yegor Borikov (HF)         | Belarus      | Utah Mammoth                                                  | HK Dinamo Minsk                         |
| 111 | Mikkel Eriksen (C)         | Norge        | New York Rangers (från Canucks via Avalanche)                 | Färjestad BK (SHL)                      |
| 112 | Mads Kongsbak Klyvø (VF)   | Danmark      | Florida Panthers (från Flames)                                | Frölunda HC (SHL)                       |
| 113 | John Mooney (C)            | USA          | Montreal Canadiens                                            | Team USA (USHL)                         |
| 114 | Gustav Hillström (C)       | Sverige      | New Jersey Devils                                             | Brynäs IF (SHL)                         |
| 115 | Ilyas Magomedsultanov (B)  | Ryssland     | San Jose Sharks (från Blues via Blue Jackets)                 | Lokomotiv Jaroslavl (KHL)               |
| 116 | Samuel Meloche (MV)        | Kanada       | Buffalo Sabres (från Wild via Ducks)                          | Huskies de Rouyn-Noranda (LHJMQ)        |
| 117 | David Lewandowski (VF)     | Tyskland     | Edmonton Oilers (från Senators via Oilers och Canucks)        | Saskatoon Blades (WHL)                  |
| 118 | Linus Funck (B)            | Sverige      | Colorado Avalanche                                            | Luleå HF (SHL)                          |
| 119 | Michal Svrcek (VF)         | Slovakien    | Detroit Red Wings (från Lightning)                            | Brynäs IF (SHL)                         |
| 120 | Caeden Herrington (B)      | USA          | Los Angeles Kings                                             | Lincoln Stars (USHL)                    |
| 121 | Lirim Amidovski (HF)       | Kanada       | Minnesota Wild (från Maple Leafs)                             | North Bay Battalion (OHL)               |
| 122 | Alex Huang (B)             | Kanada       | Nashville Predators (från Golden Knights)                     | Saguenéens de Chicoutimi (LHJMQ)        |
| 123 | Carter Klippenstein (C)    | Kanada       | Minnesota Wild (från Capitals)                                | Brandon Wheat Kings (WHL)               |
| 124 | Zachary Sharp (B)          | USA          | San Jose Sharks (från Jets via Sharks och Stars)              | Western Michigan Broncos (NCAA)         |
| 125 | Jimmy Lombardi (C)         | Kanada       | Los Angeles Kings (från Hurricanes)                           | Flint Firebirds (OHL)                   |
| 126 | Brandon Gorzynski (C)      | USA          | Dallas Stars (från Stars via Rangers och Kraken)              | Calgary Hitmen (WHL)                    |
| 127 | Aiden Foster (C)           | Kanada       | Tampa Bay Lightning (från Oilers)                             | Prince George Cougars (WHL)             |
| 128 | Shea Busch (VF)            | Kanada       | Florida Panthers                                              | Everett Silvertips (WHL)                |

### Femte rundan
Källa: 
| #   | Spelare                   | Nationalitet | Medlemsorganisation                                                | Universitets-/College-/Junior-/Klubblag |
| --- | ------------------------- | ------------ | ------------------------------------------------------------------ | --------------------------------------- |
| 129 | Shamar Moses (HF)         | Kanada       | Florida Panthers (från Sharks)                                     | North Bay Battalion (OHL)               |
| 130 | Ryan Miller               | Kanada       | Pittsburgh Penguins (från Blackhawks via Maple Leafs och Capitals) | Portland Winterhawks (WHL)              |
| 131 | Asher Barnett (B)         | USA          | Edmonton Oilers (från Predators)                                   | Team USA (USHL)                         |
| 132 | Max Westergård (VF)       | Finland      | Philadelphia Flyers                                                | Frölunda HC (SHL)                       |
| 133 | Cole Chandler (C)         | Kanada       | Boston Bruins                                                      | Cataractes de Shawinigan (LHJMQ)        |
| 134 | Maksim Agafonov (B)       | Ryssland     | Seattle Kraken                                                     | Salavat Julajev Ufa (KHL)               |
| 135 | Noah Laberge (B)          | Kanada       | Buffalo Sabres                                                     | Titan d’Acadie-Bathurst (LHJMQ)         |
| 136 | Alexis Mathieu (B)        | Kanada       | Anaheim Ducks                                                      | Drakkar de Baie-Comeau (LHJMQ)          |
| 137 | William Belle (HF)        | USA          | Toronto Maple Leafs (från Penguins)                                | Team USA (USHL)                         |
| 138 | Sam Laurila (B)           | USA          | New York Islanders                                                 | Fargo Force (USHL)                      |
| 139 | Zeb Lindgren (B)          | Sverige      | New York Rangers                                                   | Skellefteå AIK (SHL)                    |
| 140 | Nikita Tjurin (B)         | Ryssland     | Detroit Red Wings                                                  | HK Spartak Moskva (KHL)                 |
| 141 | Justin Kipkie (B)         | Kanada       | Minnesota Wild (från Blue Jackets)                                 | Victoria Royals (WHL)                   |
| 142 | Ivan Tkach-Tkachenko (MV) | Ryssland     | Utah Mammoth                                                       | Salavat Julajev Ufa (KHL)               |
| 143 | Wilson Björck (C)         | Sverige      | Vancouver Canucks                                                  | Djurgården Hockey (Hockeyallsvenskan)   |
| 144 | Ethan Wyttenbach (VF)     | USA          | Calgary Flames                                                     | Sioux Falls Stampede (USHL)             |
| 145 | Alexis Cournoyer (MV)     | Kanada       | Montreal Canadiens                                                 | Cape Breton Eagles (LHJMQ)              |
| 146 | Atte Joki (C)             | Finland      | Dallas Stars (från Devils)                                         | Lukko (Liiga)                           |
| 147 | Michail Fjodorov (HF)     | Ryssland     | St. Louis Blues                                                    | Metallurg Magnitogorsk (KHL)            |
| 148 | Quinn Beauchesne (B)      | Kanada       | Pittsburgh Penguins (från Wild via Rangers)                        | Guelph Storm (OHL)                      |
| 149 | Dmitrij Isajev (VF)       | Ryssland     | Ottawa Senators                                                    | Avtomobilist Jekaterinburg (KHL)        |
| 150 | Max Heise (C)             | Kanada       | San Jose Sharks (från Avalanche)                                   | Penticton Vees (BCHL)                   |
| 151 | Everett Baldwin (B)       | USA          | Tampa Bay Lightning                                                | St. George's Dragons                    |
| 152 | Petteri Rimpinen (MV)     | Finland      | Los Angeles Kings                                                  | Kiekko-Espoo (Liiga)                    |
| 153 | Harry Nansi (HF)          | Kanada       | Toronto Maple Leafs                                                | Owen Sound Attack (OHL)                 |
| 154 | Jordan Charron (HF)       | Kanada       | Pittsburgh Penguins (från Golden Knights)                          | Sault Ste. Marie Greyhounds (OHL)       |
| 155 | Jackson Crowder (C)       | USA          | Washington Capitals                                                | Chicago Steel (USHL)                    |
| 156 | Viktor Klingsell (HF)     | Sverige      | Winnipeg Jets                                                      | Skellefteå AIK (SHL)                    |
| 157 | Luke Vlooswyk (B)         | Kanada       | Philadelphia Flyers (från Hurricanes)                              | Red Deer Rebels (WHL)                   |
| 158 | Måns Goos (MV)            | Sverige      | Dallas Stars                                                       | Färjestad BK (SHL)                      |
| 159 | Émile Guité (VF)          | Kanada       | Anaheim Ducks (från Oilers)                                        | Saguenéens de Chicoutimi (LHJMQ)        |
| 160 | Owen Griffin (C)          | Kanada       | Columbus Blue Jackets (från Panthers)                              | Oshawa Generals (OHL)                   |

### Sjätte rundan
Källa: 
| #   | Spelare                   | Nationalitet | Medlemsorganisation                         | Universitets-/College-/Junior-/Klubblag |
| --- | ------------------------- | ------------ | ------------------------------------------- | --------------------------------------- |
| 161 | David Rozsíval (HF)       | Tjeckien     | New Jersey Devils (från Sharks)             | HC Bílí Tygři Liberec (Extraliga)       |
| 162 | Ashton Cumby (B)          | Kanada       | Chicago Blackhawks                          | Seattle Thunderbirds (WHL)              |
| 163 | Daniel Nieminen (B)       | Finland      | Nashville Predators                         | Pelicans (Liiga)                        |
| 164 | Nathan Quinn (C)          | Kanada       | Philadelphia Flyers                         | Remparts de Québec (LHJMQ)              |
| 165 | Kirill Jemeljanov (C)     | Ryssland     | Boston Bruins                               | Lokomotiv Jaroslavl (KHL)               |
| 166 | Samuel Jung (HF)          | Tjeckien     | New York Rangers (från Kraken)              | Oulun Kärpät (Liiga)                    |
| 167 | Ashton Schultz (C)        | USA          | Buffalo Sabres                              | Chicago Steel (USHL)                    |
| 168 | Anthony Allain-Samake (B) | Kanada       | Anaheim Ducks                               | Sioux City Stampede (USHL)              |
| 169 | Carter Sanderson (VF)     | USA          | Pittsburgh Penguins                         | Muskegon Lumberjacks (USHL)             |
| 170 | Burke Hood (MV)           | Kanada       | New York Islanders                          | Vancouver Giants (WHL)                  |
| 171 | Evan Passmore (B)         | Kanada       | New York Rangers                            | Barrie Colts (OHL)                      |
| 172 | Will Murphy (B)           | Kanada       | Detroit Red Wings                           | Cape Breton Eagles (LHJMQ)              |
| 173 | Victor Raftheim (B)       | Sverige      | Columbus Blue Jackets                       | Brynäs IF (SHL)                         |
| 174 | Ludvig Johnson (B)        | Schweiz      | Utah Mammoth                                | EV Zug (NL)                             |
| 175 | Gabriel Chiarot (HF)      | Kanada       | Vancouver Canucks                           | Brampton Steelheads (OHL)               |
| 176 | Aiden Lane (HF)           | Kanada       | Calgary Flames                              | St. Andrew's Saints                     |
| 177 | Carlos Handel (B)         | Tyskland     | Montreal Canadiens                          | Halifax Mooseheads (LHJMQ)              |
| 178 | Sigge Holmgren (B)        | Sverige      | New Jersey Devils                           | Brynäs IF (SHL)                         |
| 179 | Love Härenstam (MV)       | Sverige      | St. Louis Blues                             | Skellefteå AIK (SHL)                    |
| 180 | Aron DAhlqvist (B)        | Sverige      | Washington Capitals (från Wild)             | Brynäs IF (SHL)                         |
| 181 | Bruno Idžan (VF)          | Kroatien     | Ottawa Senators                             | Lincoln Stars (USHL)                    |
| 182 | Reko Alanko (B)           | Finland      | Utah Mammoth (från Avalanche via Predators) | Jokerit (Mestis)                        |
| 183 | Viggo Nordlund (VF)       | Sverige      | Carolina Hurricanes (från Lightning)        | Skellefteå AIK                          |
| 184 | Jan Chovan (C)            | Slovakien    | Los Angeles Kings                           | Tappara (Liiga)                         |
| 185 | Ryan Fellinger (B)        | Kanada       | Toronto Maple Leafs                         | Flint Firebirds (OHL)                   |
| 186 | Alexander Weiermair (C)   | USA          | Vegas Golden Knights                        | Portland Winterhawks (WHL)              |
| 187 | Gustav Sjöqvist (B)       | Sverige      | Vegas Golden Knights (från Capitals)        | AIK Ishockey (Hockeyallsvenskan)        |
| 188 | Edison Engle (B)          | USA          | Winnipeg Jets                               | Dubuque Fighting Saints (USHL)          |
| 189 | Andrew MacNiel (B)        | Kanada       | Montrea Canadiens (från Hurricanes)         | Kitchener Rangers (OHL)                 |
| 190 | Dawson Sharkey (HF)       | Kanada       | Dallas Stars                                | Titan d’Acadie-Bathurst (LHJMQ)         |
| 191 | Daniel Salonen (MV)       | Finland      | Edmonton Oilers                             | Lukko (Liiga)                           |
| 192 | Arvid Drott (HF)          | Sverige      | Florida Panthers                            | Djurgården Hockey (Hockeyallsvenskan)   |

### Sjunde rundan
Källa: 
| #   | Spelare                      | Nationalitet | Medlemsorganisation                                   | Universitets-/College-/Junior-/Klubblag |
| --- | ---------------------------- | ------------ | ----------------------------------------------------- | --------------------------------------- |
| 193 | Caleb Heil (MV)              | USA          | Tampa Bay Lightning (från Sharks)                     | Madison Capitols (USHL)                 |
| 194 | Ilja Kanarskij (MV)          | Ryssland     | Chicago Blackhawks                                    | AKM Tula (VHL)                          |
| 195 | Melvin Novotny (VF)          | Sverige      | Buffalo Sabres (från Predators)                       | Leksands IF (SHL)                       |
| 196 | Brendan McMorrow (C)         | USA          | Los Angeles Kings (från Flyers)                       | Waterloo Black Hawks (USHL)             |
| 197 | Brendan Dunphy (B)           | USA          | Florida Panthers (från Bruins via Blackhawks)         | Wenatchee Wild (WHL)                    |
| 198 | Jeremy Loranger (C)          | Kanada       | Columbus Blue Jackets (från Kraken)                   | Sherwood Park Crusaders (BCHL)          |
| 199 | Yevgeni Prokhorov (MV)       | Belarus      | Buffalo Sabres                                        | Dinamo-Shinnik                          |
| 200 | Brady Turko (HF)             | Kanada       | Anaheim Ducks                                         | Brandon Wheat Kings (WHL)               |
| 201 | Kale Dach (C)                | Kanada       | Pittsburgh Penguins                                   | Sherwood Park Crusaders (BCHL)          |
| 202 | Jacob Kvasnicka (HF)         | USA          | New York Islanders                                    | Team USA (USHL)                         |
| 203 | Felix Färhammar (B)          | Sverige      | New York Rangers                                      | Örebro HK (SHL)                         |
| 204 | Grayden Robertson-Palmer (C) | Kanada       | Detroit Red Wings                                     | Phillips Andover Big Blue               |
| 205 | Karl Annborn (B)             | Sverige      | Seattle Kraken (från Blue Jackets)                    | HV71 (SHL)                              |
| 206 | Roman Luftsev (C)            | Ryssland     | Tampa Bay Lightning (från Mammoth)                    | Lokomotiv Jaroslavl (KHL)               |
| 207 | Matthew Lansing (C)          | USA          | Vancouver Canucks                                     | Fargo Force (USHL)                      |
| 208 | Jakob Leander (B)            | Sverige      | Calgary Flames                                        | HV71 (SHL)                              |
| 209 | Maxon Vig (B)                | USA          | Montreal Canadiens                                    | Cedar Rapids Roughriders (USHL)         |
| 210 | Richard Gallant (VF)         | USA          | San Jose Sharks (från Devils)                         | Team USA (USHL)                         |
| 211 | Jan Matvejko (VF)            | Ryssland     | Calgary Flames (från Blues via Red Wings)             | HK CSKA Moskva (KHL)                    |
| 212 | Grant Spada (B)              | Kanada       | Tampa Bay Lightning (från Wild)                       | Guelph Storm (OHL)                      |
| 213 | Andrej Trofimov (MV)         | Ryssland     | Ottawa Senators                                       | Metallurg Magnitogorsk (KHL)            |
| 214 | Nolan Roed (C)               | USA          | Colorado Avalanche                                    | Tri-City Storm (USHL)                   |
| 215 | Marco Mignosa (HF)           | Kanada       | Tampa Bay Lightning                                   | Sault Ste. Marie Greyhounds (OHL)       |
| 216 | William Sharpe (B)           | Kanada       | Los Angeles Kings                                     | Kelowna Rockets (WHL)                   |
| 217 | Matthew Hlacar (VF)          | Kanada       | Toronto Maple Leafs                                   | Kitchener Rangers (OHL)                 |
| 218 | Loke Krantz (HF)             | Sverige      | Seattle Kraken (från Golden Knights via Blue Jackets) | Linköping HC (SHL)                      |
| 219 | Ryan Rucinski (C)            | USA          | Buffalo Sabres (från Capitals via Sharks)             | Youngstown Phantoms (USHL)              |
| 220 | Jacob Cloutier (HF)          | Kanada       | Winnipeg Jets                                         | Saginaw Spirit (OHL)                    |
| 221 | Filip Ekberg (HF)            | Sverige      | Carolina Hurricanes                                   | Ottawa 67's (OHL)                       |
| 222 | Charlie Paquette (HF)        | Kanada       | Dallas Stars                                          | Guelph Storm (OHL)                      |
| 223 | Aidan Park (C)               | USA          | Edmonton Oilers                                       | Green Bay Gamblers (USHL)               |
| 224 | Jegor Midlak (MV)            | Ryssland     | Florida Panthers                                      | HK Spartak Moskva (KHL)                 |

## Draftade spelare per nationalitet
| #  | Nationalitet | Antal draftval | % |
|    | Nordamerika  |                |   |
| -- | ------------ | -------------- | - |
| 1  | Kanada       |                |   |
| 2  | USA          |                |   |
|    | Europa       |                |   |
| 3  | Belarus      |                |   |
| 4  | Finland      |                |   |
| 5  | Ryssland     |                |   |
| 6  | Schweiz      |                |   |
| 7  | Slovakien    |                |   |
| 8  | Sverige      |                |   |
| 9  | Tjeckien     |                |   |
| 10 | Tyskland     |                |   |